# Маєнн (річка)
Маєнн (фр. Mayenne) — річка довжиною приблизно 203 кілометри (124 милі) в регіонах Нормандія та Пеї-де-ла-Луар на північному заході Франції. Департамент Маєнн названий на честь цієї річки.

## Течія
Маєнн бере початок у комуні Лаласель на пагорбах південної Нормандії. Звідти вона спочатку проходить невелику відстань у північному напрямку, потім на захід і, нарешті, приймає переважно південний напрямок. Після приблизно 203 км, незадовго до Анже зливається разом із Сартою та впадає у річку Мен, і через декілька кілометрів та впадає в Луару.
Протяжність річища до злиття — 193 кілометри, площа водозбірного басейну 5590 км². Річка судноплавна протягом 125 км від Бріва (вгору за течією); до Лаваля доступна для човнів. Основними притоками є Варен, Жуан, Удон.
Протікає в адміністративних районах Маєнн, Мен-і-Луара, Лаваль та Шато-Гонтьє. Річка протікає через 37 шлюзів каналом близько 117 км, на ній побудовано між Маєнн і півднем Шато-Гонтьє 45 гребель і замків..
Довжина річки 200 км, середня витрата води близько 50 м³/с.

## Населені пункти біля річки
Амбрієр-ле-Вале, Маєнн, Лаваль, Шато-Гонтьє, Ле-Ліон-д'Анже, Анже.

## Навігація
Маєнн судноплавна від гирла до Маєнни. З приток Удон до Сегре також рухається річковий транспорт. Транспортування вантажів більше не має економічного значення. Однак маршрут, який переривається численними шлюзами (écluses), все ще популярний для річкового туризму на спортивних човнах і плавучих будинках.